# پرمیرا
پرمیرا (انگلیسی: Permira) شرکت سرمایه‌گذاری بریتانیایی است، که در سال ۱۹۸۵ تأسیس شد.